# Высокогорское сельское поселение (Приморский край)
Высокогорское се́льское поселе́ние — упразднённое сельское поселение в Кавалеровском районе Приморского края.
Административный центр — село Высокогорск.

## История
Статус и границы городского поселения были установлены Законом Приморского края от 6 декабря 2004 года № 180-КЗ «О Кавалеровском муниципальном районе».
Законом Приморского края от 18 ноября 2011 года № 855-КЗ, Высокогорское городское поселение преобразовано в Высокогорское сельское поселение.
Законом Приморского края от 05 мая 2015 года № 618-КЗ, Кавалеровское городское поселение, Хрустальненское городское поселение, Горнореченское городское поселение, Высокогорское сельское поселение и Рудненское сельское поселение преобразованы, путём их объединения, в Кавалеровское городское поселение с административным центром в посёлке городского типа Кавалерово.

## Население
| 2006 | 2008 | 2009 | 2010 | 2011 | 2012 | 2013 |
| ---- | ---- | ---- | ---- | ---- | ---- | ---- |
| 400  | ↘274 | ↘250 | ↗293 | →293 | ↘282 | ↘280 |
| 2014 | 2015 |      |      |      |      |      |
| ↘269 | ↘251 |      |      |      |      |      |

## Состав сельского поселения
В состав сельского поселения входит один населённый пункт — село Высокогорск.

## Местное самоуправление
Администрация
Адрес: 692421, пгт Высокогорск, ул. Арсеньева, 38. Телефон: 8 (42375) 9-82-22
Глава администрации
- Пугин Николай Клавдианович